# Synagoga w Bzencu
Synagoga w Bzencu (cz. Synagoga v Bzenci) – nieistniejąca synagoga, która znajdowała się w Bzencu w Czechach.
Synagoga została zbudowana w 1863 roku według projektu wiedeńskiego architekta Ludwiga Förstera. Była to budowla w stylu neoromańskim, która stanowiła jedną z dominant miasta. Nabożeństwa odbywały się do II wojny światowej. W grudniu 1941 synagoga została zdemolowana przez członków NSDAP.
W latach 50. XX wieku zamierzano adaptację budowli na dom kultury, ale plan nie został zrealizowany. W 1960 roku synagoga została zburzona.

## Literatura
- Fiedler Jiří, Židovské památky v Čechách, a na Moravě, Praha 1992, s. 50.